# Paratuerta
Paratuerta is een geslacht van vlinders van de familie Uilen (Noctuidae), uit de onderfamilie Agaristinae.

## Soorten
- P. featheri Fawcett, 1915
- P. laminifera (Saalmüller, 1878)
- P. marshalli Hampson, 1902
- P. undulata Berio, 1970